# Mimi Kuzyk
Marilyn Iris 'Mimi' Kuzyk (Winnipeg, 21 februari 1952) is een Canadees actrice. 

## Biografie
Kuzyk werd geboren in Winnipeg en is van Oekraïense afkomst. Zij studeerde een korte tijd jazzballet aan de Royal Winnipeg Ballet School, en danste voor twaalfjaar bij de Rusalka Ukrainian Dance Group beide in haar geboorteplaats. 
Kuzyk begon in 1979 met acteren in de televisieserie Second City TV, waarna zij in nog meer dan 125 rollen speelde in televisieseries en films. Zij is onder andere bekend van haar rol als rechercheur Patsy Mayo in de televisieserie Hill Street Blues (1984-1986), en als Deputy Chief-of-Police Kay Barrow in de televisieserie Blue Murder (2001-2004). Voor haar rol in Blue Murder werd zij in 2001 en 2003 genomineerd voor een Gemini Award, in de categorie Beste Optreden door een Actrice in een Hoofdrol in een Televisieserie. 

## Filmografie

### Films
Selectie:
- 2004 The Day After Tomorrow - als staatssecretaris
- 2004 The Final Cut - als Thelma
- 2003 The Human Stain - als professor Delphine Roux
- 2001 Lost and Delirious - als Eleanor Bannet
- 1999 Strange Justice - als Marion Gray
- 1998 Bone Daddy - als Kim
- 1998 My Date with the President's Daughter - als Carol Richmond
- 1996 Her Desperate Choice - als dr. Baskin
- 1989 Speed Zone! - als Heather Scott

### Televisieseries
Selectie:
- 2021 Y: The Last Man - als Janis - 2 afl.
- 2017-2021 Workin' Moms - als Eleanor Galperin - 16 afl.
- 2016-2021 Private Eyes - als Nora Everett - 8 afl.
- 2016-2018 Shadowhunters: The Mortal Instruments - als Imogen Herondale - 7 afl.
- 2015-2016 UnREAL - als dr. Olive Goldberg - 4 afl.
- 2015 The Strain - als mrs. Taylor - 2 afl.
- 2008-2009 Sophie - als Judith Parker - 22 afl.
- 2001-2004 Blue Murder - als Deputy Chief-of-Police Kay Barrow - 52 afl.
- 2002 The Chris Isaak Show - als Betty Gaylen - 3 afl.
- 1996-1998 Traders - als Pauline Drury - 8 afl.
- 1991 The Hidden Room - als vrouw in the Hidden Room - 13 afl.
- 1989-1990 Wolf - als Connie Bacarri - 11 afl.
- 1986-1987 L.A. Law - als A.D.A. Marilyn Feldman - 2 afl.
- 1984-1986 Hill Street Blues - als rechercheur Patsy Mayo - 26 afl.

- Biblioteca Nacional de España: XX1547898
- Gemeinsame Normdatei: 1107807042
- International Standard Name Identifier: 0000 0001 0882 9284
- Library of Congress Control Number: no2007088104
- Virtual International Authority File: 29316294
- WorldCat: E39PBJgmJTptY7xgRJBtjTkRrq